# ウルヴァシー

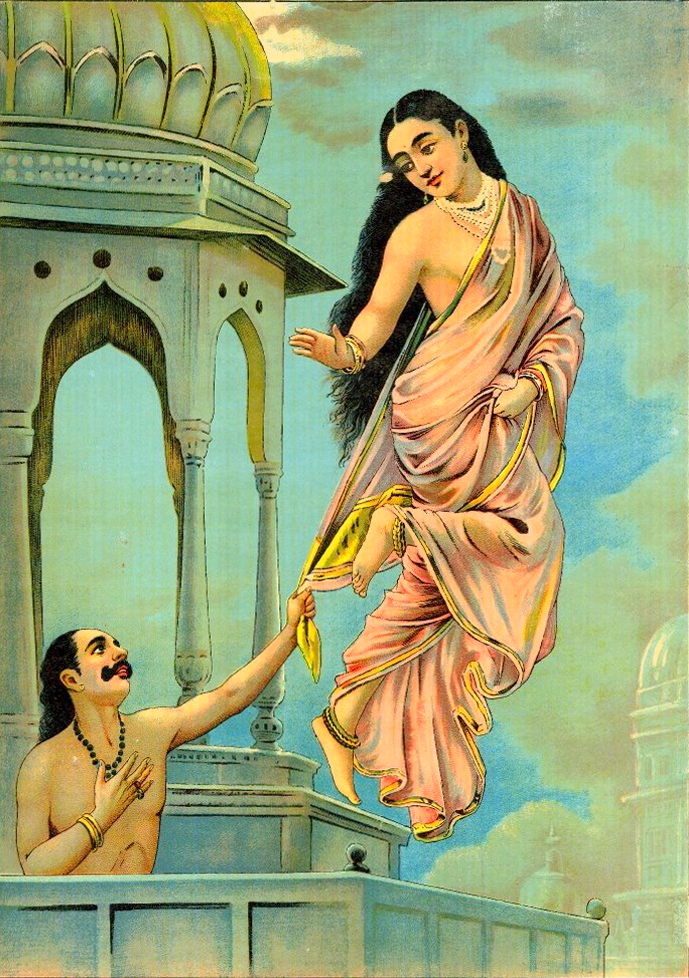
ウルヴァシーとプルーラヴァス王。ラヴィ・ヴァルマ画。

ウルヴァシー（Urvasi）は、インド神話に登場する有名なアプサラス。プルーラヴァス王との恋物語がよく知られる。アーユスなど5人の子の母。聖仙ナーラーヤナの腿から生まれたとされる。
ウルヴァシーとプルーラヴァスの恋愛は、古くは『リグ・ヴェーダ』に断片的に語られているが、よりまとまった伝説が『シャタパタ・ブラーフマナ』（11･5･1）やプラーナ文献に述べられている。ウルヴァシーはプルーラヴァスと結婚したが、そのとき自分の望まない時に近づかない、またプルーラヴァスの裸体を自分に見せないことなどを条件とした。プルーラヴァスはこれを良く守ったので、両者は幸福に暮らし、やがてウルヴァシーは彼の子を身ごもった。しかしガンダルヴァたちは彼女を連れ戻そうと考え（というのはアプサラスはガンダルヴァの妻となるものであったから）、彼女が大切にしていた仔羊を奪った。さらに2匹目を奪おうとしたときウルヴァシーが声を上げたので、プルーラヴァスが服も着ず慌てて飛び出してきた。そのときガンダルヴァたちは稲妻を閃かせたので、ウルヴァシーは彼の裸を見てしまい、彼のもとを去った。プルーラヴァスは悲しんで、各地を放浪した末に、ある湖に水鳥の姿で沐浴しているアプサラスの一団の中にウルヴァシーがいるのを発見した。ウルヴァシーは取り合おうとしなかったが、仲間のアプサラスに勧められてプルーラヴァスと話し合い、1年に1日だけ会う約束をした。プルーラヴァスが1年後同地を訪れるとそこには黄金の館が建っており、2人は1年に1度だけ夫婦として暮らした。このようにして5年が過ぎ、2人は5人の子宝に恵まれた。そして5年目の晩、ウルヴァシーはプルーラヴァスに、ガンダルヴァたちが彼を哀れんで望みを1つ叶えてくれることを伝え、ガンダルヴァたちの仲間に入れてくれることを願うよう助言した。こうしてプルーラヴァスは聖なる火の儀式を経てガンダルヴァの一員となり、ウルヴァシーと幸福に暮らしたという。
この話はカーリダーサも戯曲化し、『ヴィクラモールヴァシーヤ』という作品を書いているが、本来の神話とはかなり異なっている。
ウルヴァシーの美しさは多くの者を魅了した。ヴァルナとミトラの両神は彼女を見て欲情し、精液を漏らした。それは地上の水瓶に落ち、そこからアガスティヤとヴァシシュタの2人の聖仙が誕生したという。またカシュヤパ仙の息子ヴィバーンダカ(カシューヤパ)は沐浴中にウルヴァシーを目撃し、精液を水中に落とした。それを牝鹿が水と一緒に飲み込み、額に鹿の角を持つリシュヤ・シュリンガ（一角仙人）という息子を生んだ。しかし『マハーバーラタ』の大英雄アルジュナに求愛した時には、アルジュナは彼女が自分の先祖にあたる女性であることに気づいたために拒絶された。怒ったウルヴァシーは彼に呪いをかけたという。